# Erastria lucicolor
Erastria lucicolor är en fjärilsart som beskrevs av Swinhoe 1904. Erastria lucicolor ingår i släktet Erastria och familjen mätare. Inga underarter finns listade i Catalogue of Life.